# Vera Karmishina-Ganeeva
Vera Karmishina-Ganeeva (née le 6 novembre 1988 à Kamychine) est une athlète russe, spécialiste du lancer du disque. 

## Biographie
Titrée lors des championnats d'Europe juniors de 2007, elle se classe deuxième des championnats d'Europe espoirs de 2009. Elle participe aux Jeux olympiques de 2012 à Londres mais ne franchit pas le cap des qualifications. 
En 2013, Vera Karmishina-Ganeeva porte son record personnel à 64,30 m à Sotchi. En juillet, elle remporte la médaille d'or des Universiades d'été, à Kazan, avec un lancer à 61,26 m.
Le 2 février 2019, le Tribunal arbitral du sport annonce qu'elle fait partie des douze athlètes russes reconnus coupable de dopage et qu'elle est suspendue pour deux ans à compter du 2 juillet 2018. Tous ses résultats obtenus entre le 25 juillet 2012 et le 2 août 2014 ainsi qu'entre le 2 juillet 2018 et le 31 juillet 2019 sont annulés.

### Palmarès
| Date | Compétition                          | Lieu     | Résultat | Marque  |
| ---- | ------------------------------------ | -------- | -------- | ------- |
| 2007 | Championnats d'Europe juniors        | Hengelo  | 1re      | 56,16 m |
| 2009 | Championnats d'Europe espoirs        | Kaunas   | 2e       | 54,48 m |
| 2011 | Coupe d'Europe hivernale des lancers | Sofia    | 3e       | 57,45 m |
| 2011 | Universiade                          | Shenzhen | 4e       | 60,29 m |
| 2013 | Universiade                          | Kazan    | —        | DQ      |

### Records
| Épreuve          | Performance | Lieu   | Date        |
| ---------------- | ----------- | ------ | ----------- |
| Lancer du disque | 64,30 m     | Sotchi | 25 mai 2013 |